# Gheorghe Popescu (1919-2000)
Pour les articles homonymes, voir Gheorghe Popescu (homonymie) et Popescu.
Gheorghe Popescu (dit Popescu I), né le 8 août 1919 à Bucarest  en Roumanie et mort en janvier 2000, était un ancien joueur et entraîneur de football roumain.

## Biographie

### Joueur
Il commence sa carrière à l'âge de 14 en tant qu'attaquant. En 1949, il remporte la coupe de Roumanie de football, et joue 6 matchs avec l'équipe de Roumanie de football.

### Entraîneur
Gheorghe Popescu est ensuite un entraîneur à succès. Il ne prend les rênes durant sa carrière que de deux équipes, à savoir le FC Steaua Bucarest et l'équipe de Roumanie de football. Avec le Steaua, il remporte 4 fois le Championnat roumain (1951, 1952, 1953, 1959-1960) et 3 fois la Coupe de Roumanie de football (1951, 1952, 1961–1962). Après sa retraite d'entraîneur footballistique en 1962, il devient le président de la fédération de Roumanie de football et le vice-président du Steaua Bucarest.